# روبرتو غارسيا (منافس ألعاب قوى)
روبرتو غارسيا (بالإسبانية: Roberto García)‏ هو منافس ألعاب قوى إسباني، ولد في 20 أغسطس 1975 في سرقسطة في إسبانيا.

## وصلات خارجية
- روبرتو غارسيا على موقع الاتحاد الدولي لألعاب القوى (الإنجليزية)
- روبرتو غارسيا على موقع أوليمبيديا (الإنجليزية)